# Comunità di Lavoro delle Regioni Alpine
La Comunità di Lavoro delle Regioni Alpine (Arge Alp, in tedesco Arbeitsgemeinschaft Alpenländer, in inglese Association of Alpine States) è un'associazione composta da dieci enti territoriali tra province autonome, regioni, länder e cantoni appartenenti ad Austria, Germania, Italia e Svizzera con lo scopo "di affrontare, mediante una collaborazione transfrontaliera, problemi e propositi comuni, in particolare in campo ecologico, culturale, sociale ed economico, nonché di promuovere la comprensione reciproca dei popoli dell'arco alpino e di rafforzare il senso della comune responsabilità per lo spazio vitale delle Alpi". 

## Storia
La Comunità di Lavoro delle Regioni Alpine nasce a Mösern, piccola frazione della città di Telfs in Tirolo, il 12 ottobre 1972 su proposta dell'allora governatore Eduard Wallnöfer. 
In occasione del 25º anniversario dalla fondazione della comunità proprio a Mösern è stata posizionata la “Friedensglocke” (campana della pace), la più grande campana del Tirolo come anche la più grande campana all'aperto dell'intero arco alpino.

## Membri
I primi membri che nel 1972 hanno fondato la comunità sono stati la Baviera (Germania), la provincia autonoma di Bolzano (Italia), la Lombardia (Italia), il Cantone dei Grigioni (Svizzera) e i länder Vorarlberg, Tirolo e Salisburgo (Austria). Nel 1973 si è aggiunta la provincia autonoma di Trento (Italia), nel 1982 il Cantone di San Gallo (Svizzera) e nel 1986 il Canton Ticino (Svizzera).
| Membro                        | Nazione  | Capoluogo         | Popolazione | Area (km²) | Densità | Anno di adesione |
| ----------------------------- | -------- | ----------------- | ----------- | ---------- | ------- | ---------------- |
| Baviera                       | Germania | Monaco di Baviera | 12.604.244  | 70.550     | 178     | 1972             |
| Cantone dei Grigioni          | Svizzera | Coira             | 194.960     | 7.105      | 27      | 1972             |
| Lombardia                     | Italia   | Milano            | 10.008.799  | 23.863     | 419     | 1972             |
| Salisburgo                    | Austria  | Salisburgo        | 531.721     | 7.154      | 74      | 1972             |
| Provincia autonoma di Bolzano | Italia   | Bolzano           | 521.925     | 7.398      | 70      | 1972             |
| Cantone di San Gallo          | Svizzera | San Gallo         | 491.699     | 2.030      | 242     | 1982             |
| Canton Ticino                 | Svizzera | Bellinzona        | 346.539     | 2.812      | 123     | 1986             |
| Provincia autonoma di Trento  | Italia   | Trento            | 538.223     | 6.207      | 86      | 1973             |
| Tirolo                        | Austria  | Innsbruck         | 710.048     | 12.647     | 56      | 1972             |
| Vorarlberg                    | Austria  | Bregenz           | 371.384     | 2.601      | 142     | 1972             |

## Organizzazione
L'organo supremo della Comunità di Lavoro delle Regioni Alpine è la Conferenza dei capi di governo. La Presidenza ruota annualmente tra i vari membri e a supporto è stato creato un comitato direttivo composto da alti funzionari di diversi membri. Per l'attuazione dei gruppi di lavoro sono utilizzati  professionisti dei singoli Stati membri. La sede della segreteria è ad Innsbruck.